# Iwan Spiridonow
Iwan Wasiljewicz Spiridonow (ros. Ива́н Васи́льевич Спиридо́нов, ur. 23 października 1905 we wsi Pogibałowka w guberni niżnonowogrodzkiej, zm. 7 lipca 1991 w Moskwie) – radziecki działacz partyjny i państwowy, przewodniczący Rady Związku Rady Najwyższej ZSRR (1962-1970), sekretarz KC KPZR (1961-1962).
Od 1928 członek WKP(b), 1939 zaocznie ukończył studia w Instytucie Przemysłowym w Leningradzie. Od 1939 dyrektor fabryki budowy maszyn, 1944-1950 dyrektor fabryki "Gosmietr" w Leningradzie, 1950-1952 sekretarz Moskiewskiego Komitetu Rejonowego WKP(b) w Leningradzie, 1952-1954 zastępca przewodniczącego Komitetu Wykonawczego Rady Obwodowej w Leningradzie. Od 1954 do lipca 1956 sekretarz Komitetu Obwodowego KPZR w Leningradzie, od 27 lipca 1956 do 24 grudnia 1957 I sekretarz Komitetu Miejskiego KPZR w Leningradzie, a od 24 grudnia 1957 do 3 maja 1962 I sekretarz Komitetu Obwodowego KPZR w Leningradzie. Wkrótce po XX Zjeździe KPZR wystąpił z postulatem usunięcia ciała Stalina z mauzoleum na Placu Czerwonym. Od 1959 do 23 listopada 1962 członek Biura KC KPZR ds. Rosyjskiej FSRR, od 31 października 1961 do 30 kwietnia 1971 członek KC KPZR, równocześnie do 23 kwietnia 1962 sekretarz KC KPZR. Deputowany do Rady Najwyższej ZSRR od 5 do 8 kadencji. Od 23 kwietnia 1962 do 14 lipca 1970 przewodniczący Rady Związku Rady Najwyższej ZSRR. Odznaczony Orderem Czerwonego Sztandaru.